# Новоалексіївка (Завітінський район)
Новоалексіївка (рос. Новоалексеевка) — село у Завітінському районі Амурської області Російської Федерації. Розташоване на території українського історичного та етнічного краю Зелений Клин.
Входить до складу муніципального утворення місто Завитинск. Населення становить 111 осіб (2018).

## Історія
З 20 жовтня 1932 село року ввійшло до складу новоутвореної Амурської області.
З 1 січня 2006 року входить до складу муніципального утворення місто Завитинск.

## Населення
| 2002 | 2010 | 2012 | 2013 | 2014 | 2015 | 2016 |
| ---- | ---- | ---- | ---- | ---- | ---- | ---- |
| 173  | ↘133 | ↘128 | ↘126 | ↘117 | ↘111 | ↗114 |
| 2017 | 2018 |      |      |      |      |      |
| ↗118 | ↘111 |      |      |      |      |      |